# Nigel Warburton
Nigel Warburton (* 1962) je britský filozof, popularizátor filozofie a autor řady populárních filozofických knih. Kromě toho napsal akademické práce v oboru estetika a aplikovaná etika.
Na Bristolské univerzitě získal titul Bachelor of Arts. Další titul PhD získal na Darwinově univerzitě v Cambridgi. Než nastoupil na katedru filozofie Open Univerzity v roce 1994, přednášel na univerzitě v Nottinghamu. V květnu 2013 odstoupil z pozice vedoucího na Open Universitě.
Je autorem mnoha knih z oboru filozofie. Kromě toho se věnuje psaní o fotografii, zvláště o fotografii Billa Brandta. Napsal rovněž životopis modernistického architekta Erna Goldfingera. Pravidelně vyučuje hodiny filozofie a umění na Tate Modern. Píše pro časopis Portfolio, určený pro fotografy.
Vede weblog Virtual Philosopher a s Davidem Edmondsem pravidelně vysílá rozhovory s filosofy v pořadu Philosophy Bites. Kromě toho vysílá také kapitoly ze své knihy Philosophy: The Classics.

## Napsané knihy
- Philosophy: The Basics (Filozofie: Základy) (4th ed.) ISBN 978-0-415-32773-2
- Philosophy: The Classics (Filozofie: Klasika) (3rd ed.)ISBN 978-0-415-35629-9
- Thinking from A to Z (Přemýšlení od A do Z) (3rd ed.) ISBN 978-0-415-43371-6
- The Art Question (Otázka umění)
- Ernö Goldfinger: The Life of An Architect (Ernö Goldfinger: architektův život)